# Basse jazz

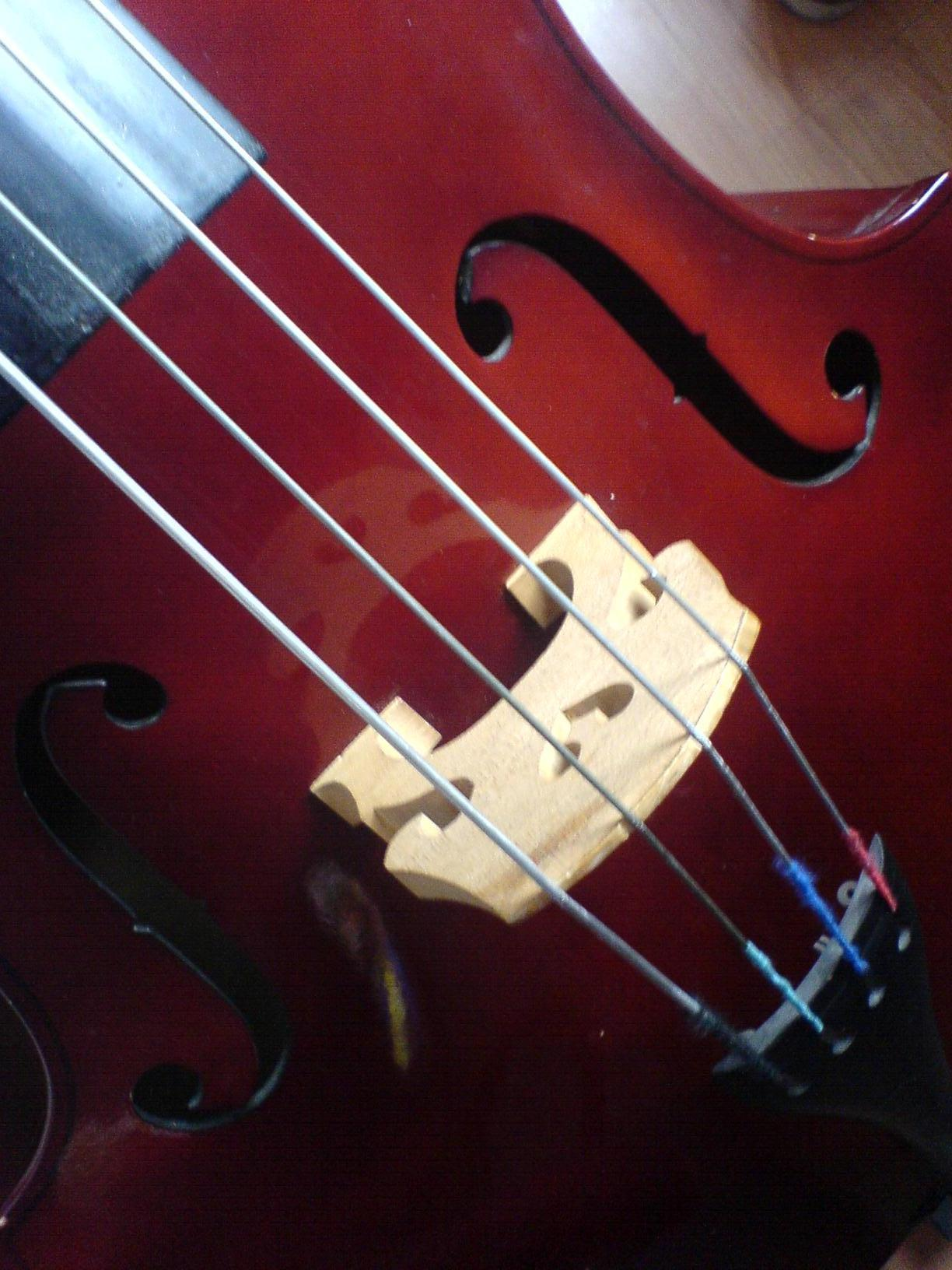
Contrebasse.

La basse jazz désigne l'ensemble des techniques utilisées par les bassistes et contrebassistes de jazz et jazz fusion pour improviser un accompagnement ou un solo sur un morceau musical.

## Caractéristiques
La fonction principale du bassiste dans le jazz, comme dans tout autre style musical, est de tenir la mesure. En collaboration avec la batterie, le bassiste établit une pulsation rythmique qui fixe le rythme sur lequel les autres musiciens improvisent. D'un point de vue rythmique, on peut distinguer trois stratégies de base, selon l'endroit où la section rythmique accentue l'exécution des notes. Paul Chambers et Jimmy Cobb, dans le classique Kind of Blue de Miles Davis, en sont un bon exemple.
L'autre fonction principale de tout bassiste est de tracer le cadre harmonique du morceau, généralement à l'aide d'une walking bass line, référence essentielle pour le reste des musiciens du groupe. Le bassiste utilise les informations contenues dans les accords pour déterminer quelles notes peuvent faire partie de la ligne, établissant ainsi la ligne de base qui structurera le thème d'un point de vue harmonique.

## Contrebasse jazz

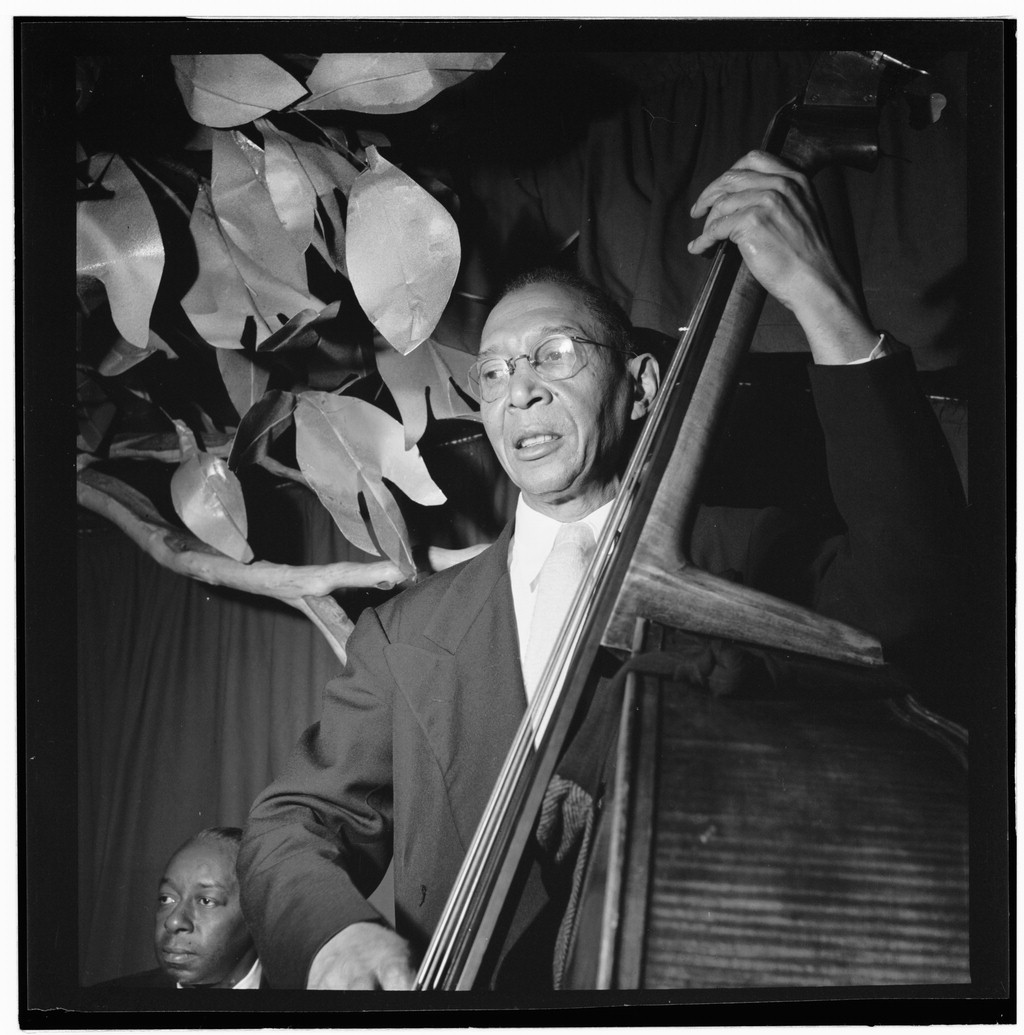
Pops Foster.

Les musiciens de La Nouvelle-Orléans racontent que c'est Bill Johnson, le contrebassiste à archet de l'Original Creole Band, qui est le premier contrebassiste à adopter le style pizzicato en 1911, après avoir été contraint de le faire lorsque son archet se brisa en plein concert. Quoi qu'il en soit, il est certain qu'à cette époque, le tuba était en concurrence avec la contrebasse chez les musiciens de La Nouvelle-Orléans comme principal instrument pour jouer la ligne de basse, à tel point que même dans les années 1930, de nombreux bassistes de jazz (John Kirby, Red Callendar, entre autres) pouvaient jouer du tuba, un instrument déjà tombé en désuétude.
Parmi les premiers contrebassistes de jazz, le plus important est Pops Foster, qui a travaillé avec Freddie Keppard, King Oliver, Kid Ory, Louis Armstrong, Sidney Bechet et tous les autres grands musiciens de La Nouvelle-Orléans. Facilement identifiable par sa technique du slap, qu'il a continué à montrer dans ses solos jusqu'à la fin des années 1960, Foster est, aux côtés de Steve Brown, Bill Johnson ou Wellman Braud, l'initiateur d'une tradition qui se poursuit avec John Kirby et Walter Page, les deux plus grands contrebassistes de l'ère du swing, ainsi que Slam Stewart et Bob Hagart.
Cependant, l'histoire de la contrebasse de jazz contemporain commence avec Jimmy Blanton, le bassiste de l'orchestre de Duke Ellington. Blanton partage certaines symétries intéressantes et tragiques avec le guitariste Charlie Christian : tous deux ont complètement réécrit le langage de leurs instruments, aucun n'a jamais enregistré sous son nom, tous deux ont joué dans les jam sessions (bœuf) qui ont lieu au Mynthon's Playhouse à Harlem où le mouvement bop est né, et tous deux sont morts de la même maladie la même année avant d'avoir atteint leur troisième décennie de vie (Blanton est mort à l'âge de 23 ans). L'orchestre de Duke Ellington du début des années 1940 est considéré comme le meilleur de la carrière d'Ellington, principalement en raison de la présence de Blanton, qui avait apporté un degré extraordinaire de solidité rythmique et harmonique, établissant la contrebasse, pour la première fois dans l'histoire, comme un instrument solo à part entière.
Oscar Pettiford est le deuxième des grands bassistes de jazz, après Jimmy Blanton. Deuxième bassiste d'Ellington après son décès, il est également connu pour avoir popularisé le violoncelle dans le monde du jazz, instrument qui a ensuite été adopté par des bassistes tels que Doug Watkins, Ron Carter et Peter Warren. La précision rythmique de Ray Brown, la solidité et le goût mélodique du bassiste des trios d'Oscar Peterson et de Gene Harris, ont fait de lui l'une des figures ayant l'une des discographies les plus impressionnantes dans le monde du jazz. Charles Mingus, décédé en 1979, est l'une des figures les plus importantes de l'histoire du jazz, non seulement pour son rôle de pionnier de l'instrument, mais aussi — et surtout — pour son rôle de compositeur et de directeur musical d'avant-garde.